# Sally Fuesaina
Pas d'image ? Cliquez ici

a Compétitions nationales et continentales officielles uniquement.

b Matchs officiels uniquement.
Dernière mise à jour le 26 octobre 2024.
Sally Fuesaina, née le 15 février 1992 à Campbelltown (Australie), est une joueuse internationale australienne de rugby à XV évoluant au poste de pilier.

## Biographie
Sally Fuesaina naît le 15 février 1992 à Campbelltown en Nouvelle-Galles du Sud. Elle grandit dans le quartier de Claymore de sa ville natale, dans la banlieue de Sydney. Elle joue enfant au rugby à XV, mais s'interrompt à l'âge de douze ans pour ne reprendre qu'à l'approche de ses vingt ans. 
Elle a en 2024 deux filles, Athena et Luna.
Elle honore sa première sélection en équipe d'Australie en entrant sur le terrain à la 72e minute lors d'un match de la Pacific Four Series 2024 contre le Canada,.

## Palmarès
- Vainqueur du WXV 2 en 2024.